# Yang Longxiao
Yang Longxiao, né le 8 juin 2002, est un skieur acrobatique chinois spécialisé dans le saut acrobatique.

## Palmarès

### Championnats du monde
- Championnats du monde 2023 à Bakouriani (Géorgie) :
  -  Médaille d'argent en saut par équipes.
  -  Médaille de bronze en saut individuel.

### Coupe du monde
- 2 podiums.